# Elettariopsis rugosa
Elettariopsis rugosa är en enhjärtbladig växtart som först beskrevs av Yee Kiew Kam, och fick sitt nu gällande namn av Chong Keat Lim. Elettariopsis rugosa ingår i släktet Elettariopsis och familjen Zingiberaceae. Inga underarter finns listade i Catalogue of Life.